# Bifrenaria vitellina
Bifrenaria vitellina är en orkidéart som först beskrevs av John Lindley, och fick sitt nu gällande namn av John Lindley. Bifrenaria vitellina ingår i släktet Bifrenaria och familjen orkidéer. Inga underarter finns listade i Catalogue of Life.

## Bildgalleri

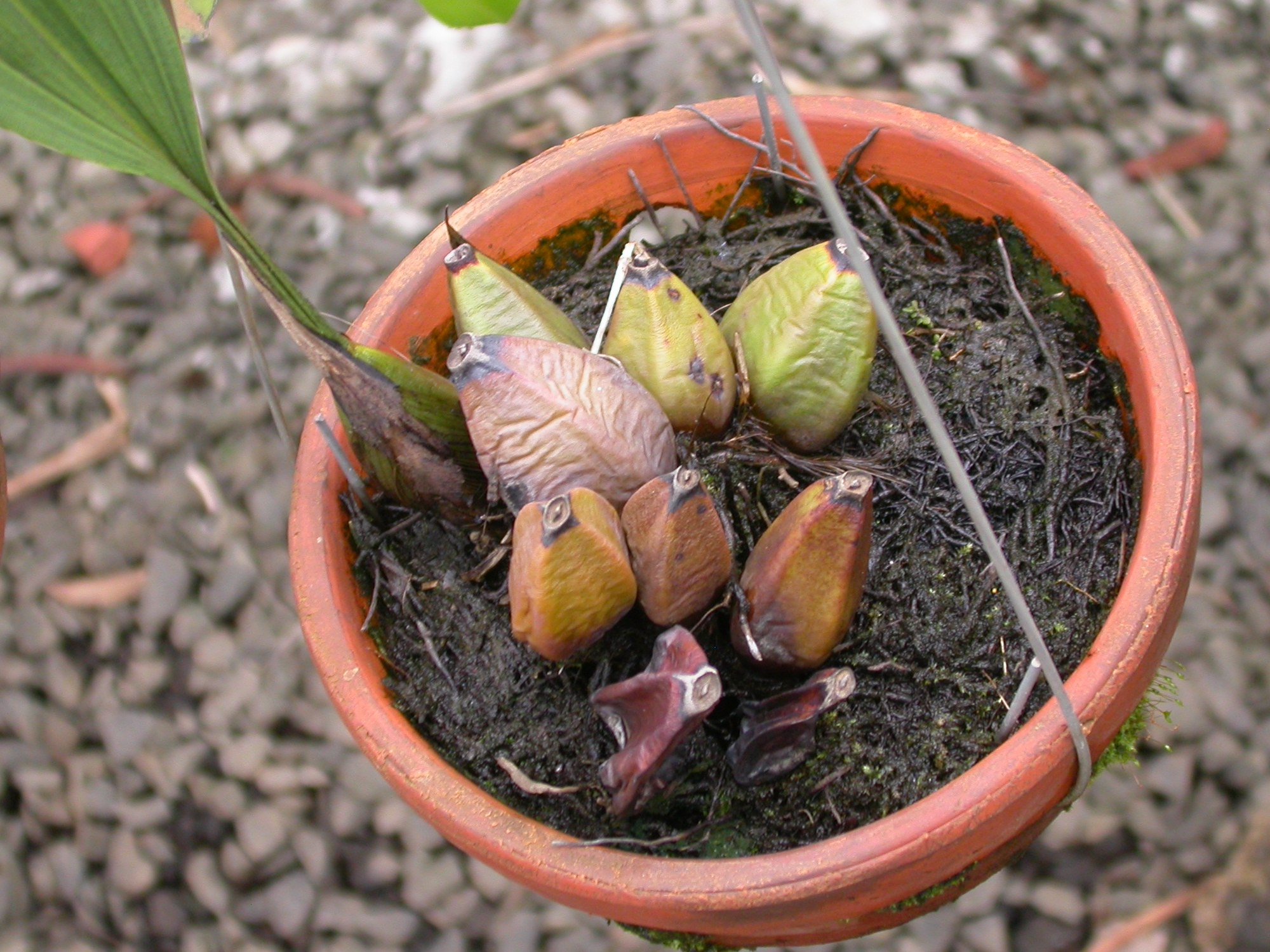
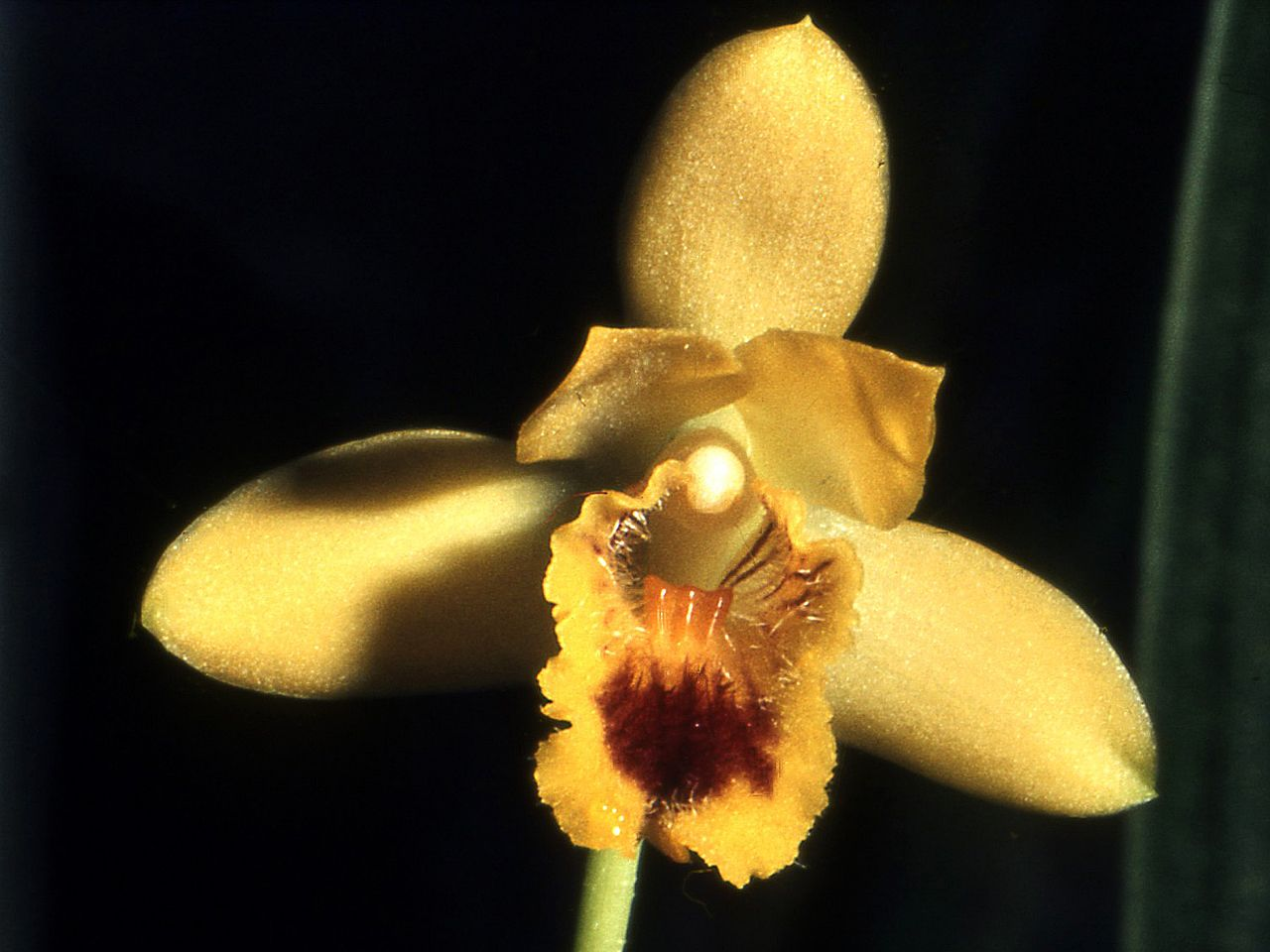
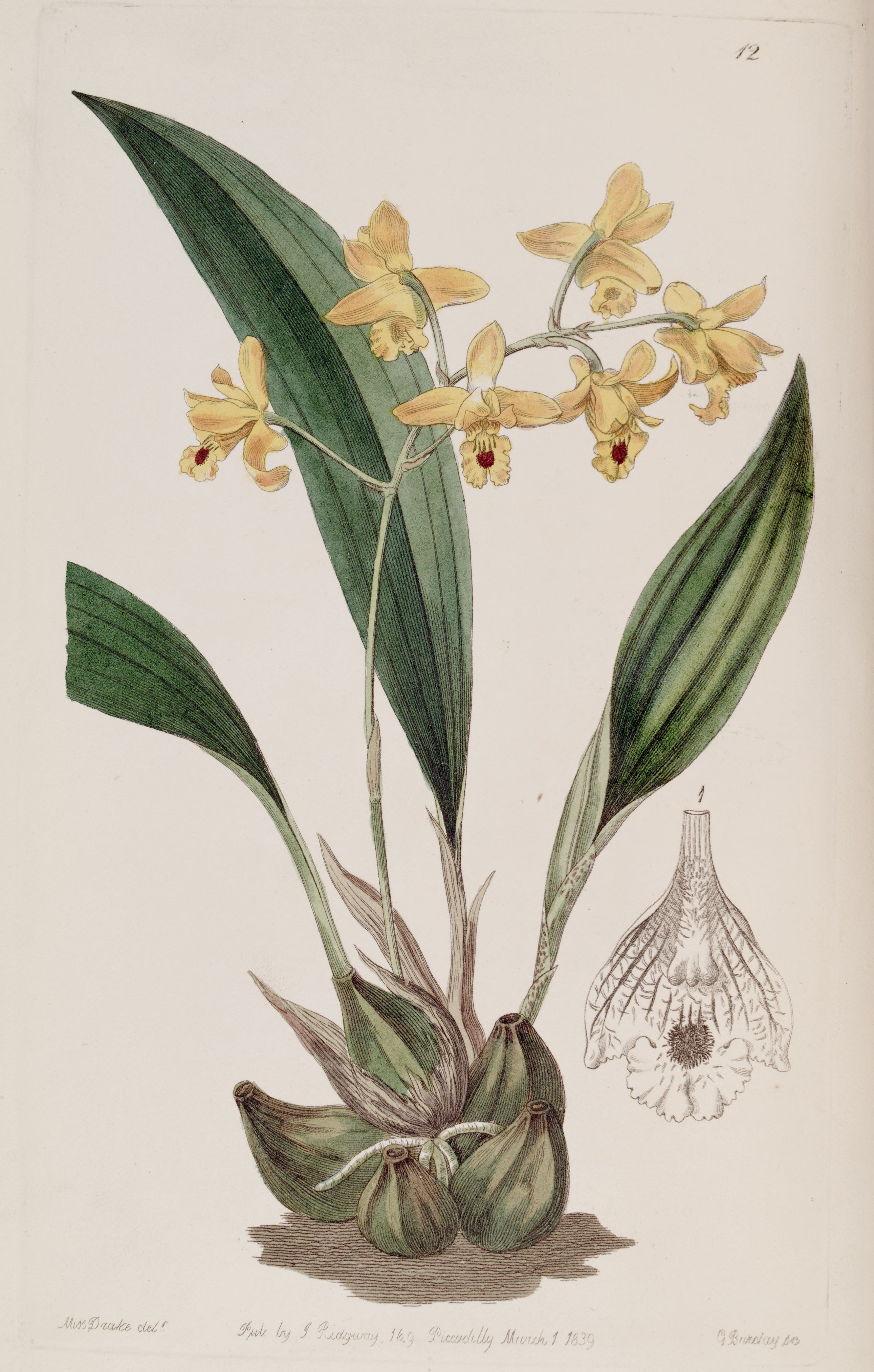
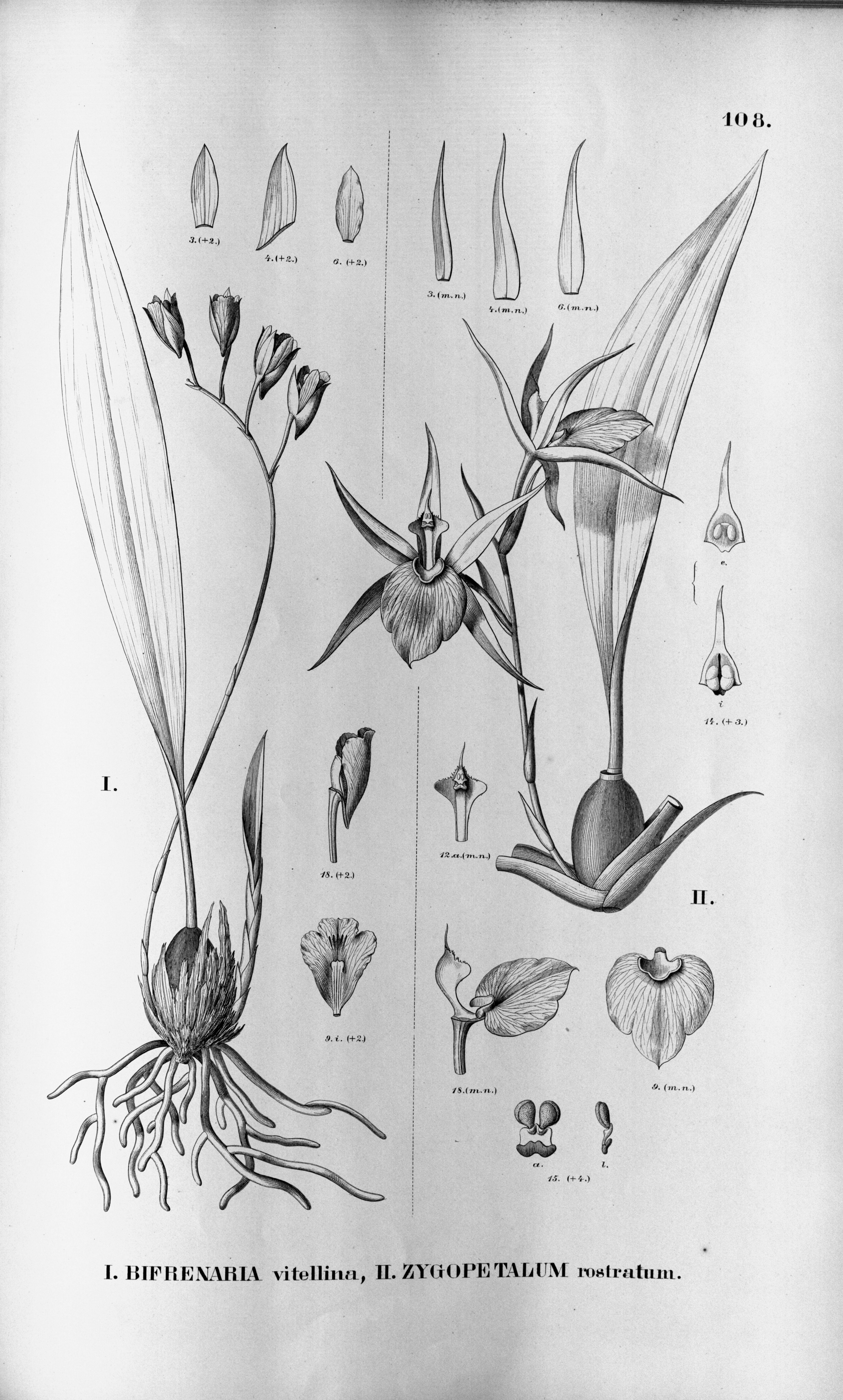